# Football Club Baník Ostrava 1996-1997
Questa voce raccoglie le informazioni riguardanti il Football Club Baník Ostrava nelle competizioni ufficiali della stagione 1996-1997.

## Rosa
| N. |                       | Ruolo | Calciatore        |
| -- | --------------------- | ----- | ----------------- |
|    | Rep. Ceca (bandiera)  | P     | Vít Baránek       |
|    | Rep. Ceca (bandiera)  | P     | Ivo Schmucker     |
|    | Rep. Ceca (bandiera)  | D     | Marek Jankulovski |
|    | Rep. Ceca (bandiera)  | D     | René Bolf         |
|    | Rep. Ceca (bandiera)  | D     | Miroslav Mikulík  |
|    | Slovacchia (bandiera) | D     | Milan Timko       |
|    | Slovacchia (bandiera) | D     | Dušan Vrťo        |
|    | Rep. Ceca (bandiera)  | C     | Karel Kula        |
|    | Rep. Ceca (bandiera)  | C     | Radek Slončík     |

| N. |                      | Ruolo | Calciatore     |
| -- | -------------------- | ----- | -------------- |
|    | Rep. Ceca (bandiera) | C     | Michal Pančík  |
|    | Rep. Ceca (bandiera) | C     | Petr Ruman     |
|    | Rep. Ceca (bandiera) | C     | Aleš Pikl      |
|    | Rep. Ceca (bandiera) | A     | Lubomir Blaha  |
|    | Rep. Ceca (bandiera) | A     | Petr Samec     |
|    | Rep. Ceca (bandiera) | A     | Marek Poštulka |
|    | Rep. Ceca (bandiera) | A     | Ludek Zdráhal  |
|    | Rep. Ceca (bandiera) | A     | David Sourada  |